# Carl Gustav Jung
Carl Gustav Jung, švicarski zdravnik in psiholog, * 26. julij 1875, Kesswil, kanton Thurgau, Švica † 6. junij 1961, Küsnacht, kanton Zürich. 
C. G. Jung je utemeljitelj analitične psihologije. Velja za enega izmed najpomembnejših psihologov in filozofov 20. stoletja, ker je ustanovil novo vejo psihologije, ko se je oddalil od Freudove psihoanalize; njegovo delo pa je vplivalo na razvoj psihiatrije, antropologije, religiologije in umetnostne teorije. Oblikoval je teorijo, po kateri ima človeška psiha, "duša", poleg zavesti še nezavedno plat, ki se dalje razčleni na osebno nezavedno in kolektivno nezavedno, katere vsebina so arhetipi, duševni "motivi", ki so skupni celotnemu človeštvu. Najboljši fenomen, po katerem se kaže nezavedno, so sanje oziroma fantazije, ki so ključni objekt opazovanja analitične psihologije. V psihologijo je uvedel pomembne koncepte, kot so npr.: intravertnost vs.ekstravertnost, kompleks, kolektivno nezavedno, arhetip itd.

## Življenje
Jung se je rodil 26. 7. 1875 v Kesswilu (Švica) v premožnejši meščanski družini, veliko njegovih sorodnikov je bilo po poklicu pastorjev, tudi njegov oče. Jungov dedek je bil rektor univerze in, kot je sam pravil, nezakonski sin Goetheja. Že zelo zgodaj se je začel zanimati za jezik in literaturo, šole pa ni maral. Po gimnaziji je šolanje nadaljeval s študijem medicine na Univerzi v Baslu, ob doktoratu medicine si je pridobil tudi doktorat prava. Družini se je zameril, saj je v sklopu svojega študija psihologije opravljal poskuse v obliki spiritističnih seans na svoji sestrični Heleni.
Njegova prva služba je bila bilo mesto asistenta v umobolnici v Zürichu, pod profesorjem Eugenom Bleulerjem. Kasneje je delal v Parizu, kjer je raziskoval in utemeljil razliko med ekstravertirano histerijo in introvertirano shizofrenijo. Preden se je srečal z Freudom, sta nanj močno vplivala tudi francoski psiholog Alfred Binet in švicarski spiritist Theodor Flournoy.  Leta 1907 je 32 letni Jung prvič obiskal Freuda na Dunaju. Jung je namreč ob temi prisilne nevroze zagovarjal Freuda. Skupaj sta leta 1909 odpotovala v Ameriko na Clark University, kjer so Jungu tudi podelili častni doktorat. Postal je urednik časopisa Jahrbuch fur psychoanlytische und psychopathologishe Forschungen, ki sta ga izdajala Freud in Bleuler.
Kmalu se je Jung pričel oddaljevati od Freudovega gibanja in pričel z utemeljevanjem analitične psihologije, ki ni bila tako poznana javnosti kot psihoanaliza. Med letoma 1913 in 1914 je predaval v Italiji in Angliji (v Londonu). Kasneje je ustanovil psihološko društvo v Zürichu. V času prve svetovne vojne je bil mobiliziran kot zdravnik-stotnik, kasneje pa je potoval po svetu (Anglija, ZDA, vzhodna Afrika, Indija).
Leta 1903 se je poročil z Emo Rauschenbach, ki mu je rodila pet otrok. Leta 1939 je postal predsednik Deutche Gesselschaft, psihoanalitik Gustav Bally pa mu je očital, da je prestopil na stran nacistov, to pa mu še danes nekateri očitajo, saj je v Hitlerju videl arhetip. Jung je proti temu protestiral, saj je vzel Hitlerja le kot zgled. Leta 1944 je delal kot redni profesor za medicinsko psihologijo na Univerzi v Baslu. V tem življenjskem obdobju je preživel srčni infarkt in omejil svoje delo.
V času svojega življenja je Jung pridobil ogromno nagrad, predaval je na različnih univerzah, prejel pa je tudi častne doktorate mnogih univerz, med njimi sta tudi Harvard in Cambridge. Imenovan je bil tudi za častnega člana mednarodnih znanstvenih društev in akademij.
Umrl je v 86. letu življenja v Kunsachtu (Švica).

## Odmik od Freuda
Preden sta se osebno spoznala sta Jung in Freud imela obširno dopisovanje in izmenjavo idej, tako da sta že v prvem osebnem srečanju imela dolg in globok pogovor, ki naj bi trajal kar devet ur. Jung se je zanimal za psihoanalizo, že ko je izšla leta 1899 Freudova Interpretacija sanj, in postal njen privrženec. Ko je sodeloval s Freudom, je bil slednji tako navdušen nanj, da ga je imenoval za svojega naslednjika. Vendar pa je Jung že od samega začetka imel predsodek do vsemogočne vloge spolnega nagona v človeški psihi. Freud in Jung sta gojila močno prijateljstvo, vendar pa sta se razhajala v teoriji: Jung je imel več dvomov v psihoanalitično metodo, kar pa je Freuda motilo, hkrati pa Jung ni hotel izgubiti Freudovega prijateljstva. V televizijskem intervijuju je Jung trdil, da največja napaka Freuda je bila v tem, da ko se je debatiralo nekaj, zaključki so bili zanj dokončni, ni bilo nobenega prostora za poglobitev v nasprotnikove argumentacije, dvome ali drugačne interpretacije. Jung je dvomil v metodo prostih asocijacij, saj čeprav ta metoda omogoča analitiku, da odkrije pacijentove komplekse, ne pove nič o naravi sanj, ki pa so za Freuda začetek asocijacij. Jung trdi pravilno, da se lahko iz katerekoli misli, besede ali pogovora dospe preko prostih asocijacij do kompleksa, na ta način pa se ne izve nič o sanjah; se pravi zakaj so sanje takšne ne pa drugačne. Freud ni razumel, da se sanje navezujejo na posameznikovo življenje in so namenjene izključno njemu. Niti libido ne more biti samo želja po seksu, a je psihična energija sploh. Freud se je prepričal, da goji Jung nezavedno željo, da bi on umrl. Jung se je vedno več nestrinjal s Freudom, ki je priklenil človeško psiho na seksualnost, da ne bi, kot je sam priznal: "psihologija postala last črnega blata, okultizma". Za Junga je bil to močen udarec in je razumel, da obstaja med njim in Freudom nepremostljivo brezno. Na koncu sta se razšla, ko je Jung objavil svoje prvo pomembno delo Preobrazbe in simboli libida.

## Delo
S spodbudnim prepričanjem, da nezavedno ni samo "smetnjak potlačenih travm, spominov in nagonov" kot pa je pri Freudu, Jung pojem nezavednega razširi in ovrednoti. Nezavedno postane bogato področje človeške dejavnosti, ki je prav tako zanimiv kot zavest, če že ne več. V psihi niso več samo travme, boleči dogodki preteklosti, ki človeka spominjajo na kako je tragično življenje, vendar obstaja tudi možnost jih preseči in ozdraviti. Kakor se rana zaceli, ima tudi ranjena psiha v sebi to, da sama ozdravi. Psiha ne živi od samih vzrokov, vendar predvsem iz ciljev. Jungova psihologija je izrazito intencionalna. Prihodnost je prav tako pomemba kakor prihodnost.
Osnovni predmet opazovanja psihe so fantazije. Dnevno sanjarjenje je produkt zavesti in ni tako zanimivo, saj volja obrača fantazijo kot želi. Obstajajo nezavedne fantazije, na katere subjekt nima moči, se dogajajo nanj, ne glede na to ali hoče ali ne. Tem nezavednim fantazijam se pravi sanje. Interpretacija sanj je glavna naloga analitične psihologije in Jung se je vedno vračal k sanjam kot ključnim predmetom izskustva za globinsko razumevanje človeka. Sanje so torej sporočilo iz nezavednega.

### Arhetipi
V nasprotju s osebnim nezavednim, ki je povezano s posameznikovim življenjem, se v sanjah kažejo motivi, ki nimajo nič skupega s človekovim izskustvom in življenjem, so torej povsem nove vsebine, ki se nastale same v nezavednim, ne da bi jih sanjalec ustvaril iz spominov: imenujejo se arhetipi. Arhetipi so neke vrste duševni DNK, ki je skupen celotemu človeštvu, in so nagnjenja k ustvarjanju motivov, ki jih je mogoče najti v različnih oblekah v vseh kulturah, religijah in verstvih sveta vseh časov. So spominski sledovi, prirojeni posamezniku, "izkustva prednikov", ki se sami prenašajo iz roda v rod. So univerzalne oblike misli, ki dokazujejo skupno pripadnost človeškega rodu. Arhetipi so miti, so bajke in v eni obliki ali drugi se jih da najti pri primitivnih ljudstvih v Afriki, v budističnih tradicijah, ali v sodobih ameriških hollywoodskih dilmih, saj se kažejo tudi v umetnosti, nasploh v vseh področjih človekovega ustvarjanja. Primeri arhetipov so persona, lik junaka, starec, senca. Arhetip sence pomeni za posameznika npr. družbeno nespremenljive misli (skodoželjnost itd.). Če v sanjah se kaže kakšna temačna podoba, v kateri lahko prepoznamo arhetip sence, v praksi pomeni, da sanjalec ali ima opraviti z nečim, kar nevede bi želel in kar mora integrirati v zavest, da lahko ima nadzor nad njo, če je "slaba", ali pa je včasih skrit zaklad, ki neverjetno koristi in obogati duševnost. V ljudski kulturi je senca prikazana v liku hudiča.
Nekateri izmed arhetipov (senca, anima/animus) imajo posebno vlogo, kajti so stopnje v procesu individuacije, človeškemu samouresničenju, ki strmi h končnemu arhetipu, sebstvu. Sebstvo je glavni arhetip, ki pomeni hkrati celovitost psihe, združenje nasprotij (primerek je dao, kjer se spojita skupaj nasprotja yin/yang, ali anatman v Bhagavad Giti), je avtoriteta v nezavednim in zavednim (kakor je ego v zavednem), je "izkustvo božjega" ali smisel življenja.

### Psihološki tipi
Psihološki tipi so ena izmed najbolj poznanih in hkrati najbolj nerazumljenih in spačenih Jungovih teorij. Jung se je znašel v položaju, da bi moral ljudi vsaj malo raločiti, to pomeni, da bi opredelil vsaj nekatere smernice, ki bi določile človeški značaj, da bi razlagali raznoliko obnašanje ljudi. Ljudje se obnašajo na neskončno mnogih načinov, npr. pri nekaterih je jasno, da razmišljajo, ko morajo rešiti kakšen problem, drugi pa se raje omikajo razmišljanju in zaupajo čustvom. Prvi ljudje včasih uporabljajo pamet na neverjetno neumen način, drugi pa ne uporabljajo logike za najboj enostaven problem. Ali pa nekateri ljudje živijo, kot da bi sedanji trenutek trajal večno, drugi pa se niti ne zavedajo, kakšen okus ima hrana, ki jo jedo... Skratka Jung je določil, da zavest deluje po nekaterih funkcijah, ki so introverznost/ekstroverznost, misel/čustvo , občutenje/intuicija, ki so med seboj nasprotne in komplementarne.
Psihologinji Katharine Cook Briggs in njena hčer Isabel Briggs Myers sta prevzeli Jungovo teorijo in jo poenostavili: ustvarili sta tabelo MBTI, po kateri so ljudje razdeljeni na 16 možnih tipov ali karakterjev. Zelo pomembna ralika je, da po Jungu vsakdo uporablja vedno vse funkcije, vendar pa je tendenca zavesti izbirati eno nad ostalimi, ki postanejo pomožne, oziroma nasprotna postane nezavedna. Kadar se posameznik identificira preveč s svojim tipom mora kompenzirati, ali pa razvije tipične motnje. Ni nujno, da so Jungovi tipi resnični in da ne obstajajo druge in boljše razlage človeškega značaja.

## Izbor nekaterih pomembnejših del
Večina del je bila izdana pri založbah v Angliji in ZDA. Kasneje so izšli tudi prevodi v nemščino.
- Psihološki tipi (Psychological Types, London 1921)
- Odnos med jazom in nezavednim (The Relations Between the Ego and the Unconscious, 1928)
- Sodobni človek išče dušo (Modern Man in Search of a Soul, 1933)
- Psihologija in religija (Psychology and Religion, 1938)
- Preobrazbe in simboli libida (Transformation Symbolism in the Mass, 1940)
- Psihologija in alkimija (Psychology and Alchemy, London 1944)
- Psihologija nezavednega (Psychology of the Unconscious, 1952)
- Odgovor na Joba (Answer to Job, 1952)
- Rdeča knjiga (The Red Book: Liber Novus, 2009)
- Sinhroniciteta (Synchronicity, 1960)
- Spomini, sanje, misli (Memories, Dreams, Reflections, 1963)
- Človek in njegovi simboli (Man and His Symbols, 1964)